# Gruszczyn (województwo świętokrzyskie)
Gruszczyn – wieś w Polsce położona w województwie świętokrzyskim, w powiecie włoszczowskim, w gminie Krasocin.
| SIMC    | Nazwa  | Rodzaj     |
| ------- | ------ | ---------- |
| 0245724 | Jabłoń | przysiółek |

W latach 1975–1998 miejscowość administracyjnie należała do województwa kieleckiego.

## Zabytki
- ruiny kościoła lub zboru ariańskiego z XVI w.[6][7][8][9][10] (gminna ewidencja zabytków[11])
- park dworski (nr rej. 934 z 23 kwietnia 1977; skreślony z rejestru zabytków nieruchomych w 2014 roku)[11]